# Rodrigo Alvim
Rodrigo Oliveira da Silva Alvim (ur. 25 listopada 1983 w Parana) – brazylijski piłkarz, grający na pozycji lewego obrońcy w CR Flamengo.

## Kariera klubowa
Rodrigo Alvim zadebiutował w brazylijskim klubie S.E.R. Caxias do Sul. Później reprezentował kolejno Grêmio Porto Alegre i Paraná Clube. Następnie przeniósł się do 4-krotnego mistrza portugalii CF Os Belenenses. Po dwóch obfitujących w sukcesy sezonach podpisał trzyletni kontrakt z grającym w Bundeslidze VfL Wolfsburg. Od stycznia 2010 roku występuje w CR Flamengo.